# مفاعل انشطار نووي طبيعي
1. مناطق المفاعلات النووية
2. الحجر الرملي
3. طبقة خام اليورانيوم
4. جرانيت

الوضع الجيولوجي في الغابون يؤدي إلى مفاعلات الانشطار النووي الطبيعي

مفاعل الانشطار النووي الأحفوري الطبيعي هو رواسب اليورانيوم حيث حدثت تفاعلات نووية متسلسلة ذاتية الاستدامة. يمكن فحص ذلك عن طريق تحليل نسب النظائر. تم التنبؤ بالظروف التي يمكن أن يوجد فيها مفاعل نووي طبيعي في عام 1956 من قبل بول كازو كورودا. اكتُشفت هذه الظاهرة في عام 1972 في مفاعل أوكلو في الغابون من قبل الفيزيائي الفرنسي فرانسيس بيرين في ظل ظروف مشابهة جدًا لما كان متوقعًا.
أوكلو هو المكان الوحيد المعروف لهذا في العالم ويتكون من 16 موقعًا بها بقع من طبقات خام بحجم السنتيمتر. هنا يُعتقد أن تفاعلات الانشطار النووي ذاتية الاستدامة حدثت منذ حوالي 1.7 مليار سنة، واستمرت لبضع مئات الآلاف من السنين، بمتوسط أقل من 100 كيلو واط من الطاقة الحرارية خلال تلك الفترة.

## تاريخ
في مايو 1972 في محطة تريكاستين لتخصيب اليورانيوم في بييرلات في فرنسا، أظهر قياس الطيف الكتلي الروتيني الذي يقارن بين عينات سادس فلوريد اليورانيوم (UF6) المأخوذة من منجم أوكلو الواقع في الغابون، وجود تباين في كمية يورانيوم-235 (U235). عادة يكون التركيز 0.72٪ في حين أن هذه العينات تحتوي فقط على 0.60٪ ، وهذا فرق كبير. تطلب هذا التناقض تفسيرًا، حيث يجب على جميع مرافق مناولة اليورانيوم المدنية أن تحسب بدقة جميع النظائر الانشطارية لضمان عدم تحويل أي منها إلى أسلحة نووية. وهكذا بدأت هيئة الطاقة الذرية والبديلة الفرنسية (CEA) التحقيق. أظهرت سلسلة من قياسات الوفرة النسبية لأهم نظيرين لليورانيوم المستخرج في أوكلو نتائج غير طبيعية مقارنة بتلك التي حُصِل عليها لليورانيوم من مناجم أخرى. اكتشفت المزيد من التحقيقات في ترسبات اليورانيوم هذا خام يورانيوم يحتوي تركيز يورانيوم-235 (U235) منخفض يصل إلى 0.44٪. كما أظهر الفحص اللاحق لنظائر نواتج الانشطار مثل النيوديميوم والروثينيوم وجود حالات شذوذ، كما هو موصوف بمزيد من التفصيل أدناه.
هذه الخسارة في يورانيوم-235 (U235) هي بالضبط ما يحدث في المفاعل النووي. كان التفسير المحتمل هو أن خام اليورانيوم كان يعمل كمفاعل انشطاري طبيعي. أدت الملاحظات الأخرى إلى نفس النتيجة، وفي 25 سبتمبر 1972، أعلنت هيئة الطاقة الذرية والبديلة الفرنسية اكتشافها أن التفاعلات النووية المتسلسلة ذاتية الاستدامة حدثت على الأرض منذ حوالي ملياري سنة. في وقت لاحق، اكتُشفت مفاعلات انشطار نووي طبيعي أخرى في المنطقة.

## بصمات النظائر الناتجة عن الانشطار

البصمات النظيرية للنيوديميوم الطبيعي والنوديميوم الناتج عن الانشطار من يورانيوم-235 (U^{235}) الذي تعرض للنيوترونات الحرارية.

### نيوديميوم
عُثِر على النيوديميوم وعناصر أخرى بتركيبات نظيرية مختلفة عما هو موجود عادة على الأرض. على سبيل المثال، يحتوي مفاعل أوكلو على أقل من 6٪ من النيوديميوم-142 (Nd142) بينما يحتوي النيوديميوم الطبيعي على 27٪؛ ومع ذلك، احتوى مفاعل أوكلو على المزيد من النيوديميوم-143 (Nd143). بطرح الوفرة النظيرية الطبيعية للنيوديميوم من نيوديميوم مفاعل أوكلو، فإن التركيب النظيري مطابق لتلك الناتجة عن انشطار يورانيوم-235 (U235).

البصمات النظيرية للروثينيوم الطبيعي والروثينيوم الناتج عن انشطار يورانيوم-235 (U^{235}) التي تعرضت للنيوترونات الحرارية. لم يتح للموليبدينوم-100 (Mo^{100}) (باعث بيتا مزدوج طويل العمر) وقت للتحلل إلى روثينيوم-100 (Ru^{100}) مع مرور الوقت منذ توقف المفاعلات عن العمل.

### روثينيوم
وجدت تحقيقات مماثلة في النسب النظيرية للروثينيوم في مفاعل أوكلو أن تركيز روثينيوم-99 (Ru99) أعلى بكثير مما يحدث بشكل طبيعي (27-30٪ مقابل 12.7٪). يمكن تفسير هذا الشذوذ من خلال اضمحلال تكنيشيوم-99 (Tc99) إلى روثينيوم-99 (Ru99). في المخطط الشريطي، يُقارن بصمة النظير الطبيعي للروثينيوم مع نظير الروثينيوم الناتج عن انشطار يورانيوم-235 (U235) مع النيوترونات الحرارية. من الواضح أن الروثينيوم الناتج عن الانشطار له بصمة نظيرية مختلفة. مستوى روثينيوم-100 (Ru100) في الخليط الناتج عن الانشطار منخفض بسبب طول عمر نظائر الموليبدينوم (نصف عمرها = 1019 سنة). وعلى النطاق الزمني للمفاعلات التي كانت تعمل، لن يحدث سوى القليل جدًا من التحلل لروثينيوم-100 (Ru100).

## الآلية
تشكل المفاعل النووي الطبيعي عندما غمرت المياه الجوفية رواسب معدنية غنية باليورانيوم، والتي يمكن أن تكون بمثابة وسيط للنيوترونات الناتجة عن الانشطار النووي. حدث تفاعل متسلسل، مما أدى إلى إنتاج حرارة تسببت في غليان المياه الجوفية. بدون وسيط يمكن أن يبطئ النيوترونات، يتباطأ التفاعل أو يتوقف. بعد تبريد الرواسب المعدنية، عاد الماء، واستأنف التفاعل، واستكمل دورة كاملة كل 3 ساعات. استمرت دورات تفاعل الانشطار لمئات الآلاف من السنين وانتهت عندما لم تعد المواد الانشطارية المتناقصة باستمرار قادرة على تحمل تفاعل تسلسلي.
ينتج عن انشطار اليورانيوم عادة خمسة نظائر معروفة من غاز الزينون الانشطاري. عُثِر على الخمسة جميعًا عالقين في بقايا المفاعل الطبيعي بتركيزات متفاوتة. وجود تراكيز من نظائر الزينون عالقة  في التكوينات المعدنية بعد 2 مليار سنة، يجعل من الممكن حساب الفترات الزمنية المحددة لتشغيل المفاعل: ما يقرب من ثلاثين دقيقة من الحرجية متبوعة بساعتين و ثلاثين دقيقة من التبريد لإكمال دورة مدتها ثلاث ساعات.
كان العامل الرئيسي الذي جعل التفاعل ممكنًا هو أنه في الوقت الذي أصبح فيه المفاعل حرجًا قبل 1.7 مليار سنة، شكل النظير الانشطاري يورانيوم-235 (U235) حوالي 3.1 ٪ من اليورانيوم الطبيعي، وهو ما يمكن مقارنته بالكمية المستخدمة في بعض مفاعلات اليوم (نسبة 96.9٪ المتبقية كانت عبارة عن يورانيوم-238 (U238) غير قابلة للانشطار). نظرًا لأن نصف عمر يورانيوم-235 (U235) أقصر من يورانيوم-238 (U238)، وبالتالي يتحلل بسرعة أكبر، فإن الوفرة الحالية ليورانيوم-235 (U235) في اليورانيوم الطبيعي تبلغ 0.72٪ فقط. لذلك لم يعد من الممكن إنشاء مفاعل نووي طبيعي على الأرض بدون ماء ثقيل أو جرافيت.
إن رواسب خام اليورانيوم في مفاعل أوكلو هي المواقع الوحيدة المعروفة التي توجد فيها المفاعلات النووية الطبيعية. كان من الممكن أيضًا أن تحتوي أجسام خام اليورانيوم الغنية الأخرى على ما يكفي من اليورانيوم لدعم التفاعلات النووية في ذلك الوقت، ولكن مزيج اليورانيوم والماء والظروف الفيزيائية اللازمة لدعم التفاعل المتسلسل كان فريدًا، بقدر ما هو معروف حاليًا، بالنسبة لأجسام أوكلو الخام.
هناك عامل آخر ساهم على الأرجح في بدء مفاعل أوكلو النووي الطبيعي في ملياري سنة وليس قبل ذلك، وهو زيادة محتوى الأكسجين في الغلاف الجوي للأرض. يوجد اليورانيوم بشكل طبيعي في صخور الأرض، وكانت وفرة يورانيوم-235 (U235) الانشطاري 3٪ على الأقل أو أعلى في جميع الأوقات قبل بدء تشغيل المفاعل. اليورانيوم قابل للذوبان في الماء فقط في وجود الأكسجين. لذلك، فإن زيادة مستويات الأكسجين أثناء تزايد عمر الأرض ربما سمحت بإذابة اليورانيوم ونقله بالمياه الجوفية إلى الأماكن التي يمكن أن يتراكم فيها تركيز عالٍ بما يكفي لتكوين أجسام غنية بخامات اليورانيوم. بدون البيئة الهوائية الجديدة المتاحة على الأرض في ذلك الوقت، ربما لم تكن هذه التركيزات قد حدثت.
تشير التقديرات إلى أن تفاعلات اليورانيوم النووية في أنابيب بحجم سنتيمتر إلى متر استهلكت حوالي خمسة أطنان من يورانيوم-235 (U235) ودرجات حرارة مرتفعة تصل إلى بضع مئات من الدرجات المئوية. معظم نواتج الانشطار غير المتطايرة والأكتينيدات تحركت سنتيمترات فقط في الأنابيب خلال الملياري سنة الماضية. وقد اقترحت الدراسات هذا كنظير طبيعي مفيد للتخلص من النفايات النووية.

## العلاقة بثابت البنية الدقيقة الذرية
استُخدم مفاعل أوكلو الطبيعي للتحقق مما إذا كان ثابت البناء الدقيق (ألفا α) قد تغير على مدى الملياري سنة الماضية. وذلك لأن ثابت البناء الدقيق يؤثر على معدل التفاعلات النووية المختلفة. على سبيل المثال، يلتقط الساماريوم-149(Sm149) نيوترونًا ليصبح ساماريوم-150 (Sm150)، وبما أن معدل التقاط النيوترونات يعتمد على قيمة ثابت البناء الدقيق، يمكن استخدام نسبة نظيري الساماريوم في عينات من مفاعل أوكلو لحساب قيمة ثابت البناء الدقيق منذ ملياري سنة.
قامت العديد من الدراسات بتحليل التركيزات النسبية للنظائر المشعة التي تُركت في أوكلو ، وخلص معظمها إلى أن التفاعلات النووية كانت في ذلك الوقت هي نفسها إلى حد كبير كما هي اليوم، مما يعني أن ثابت البناء الدقيق (α) كان هو نفسه أيضًا.

## روابط خارجية
- المفاعل النووي الطبيعي في أوكلو: مقارنة مع المفاعلات النووية الحديثة ، شبكة معلومات الإشعاع ، أبريل 2005.
- مفاعلات أوكلو الأحفورية.
- ناسا صورة اليوم لعلم الفلك: ناسا، أوكلو، مفاعل أحفوري، المنطقة 15 (16 أكتوبر 2002).